# Angèle Blanche Denvil
Angèle Blanche Denvil, née le 16 septembre 1877 à Levallois-Perret et morte le 21 mai 1932 dans cette même ville, est une peintre française.

## Biographie
Angèle Blanche Denvil est la fille d'Édouard Denvil (1837-1896), employé au Crédit foncier de France, et de Marie Blanche Fieffé de Lièvreville (1851-1934).
Elle est élève de Marie Latruffe-Colomb, de Ferdinand Humbert et d'Édouard Cuyer et expose au Salon à partir de 1895.
Elle obtient en 1906 le prix du conseil général.
Professeur de dessin dans les écoles de la ville de Paris, elle est officier de l'instruction publique en 1924.
Sa sœur Alice (1881-1960) est également artiste peintre.
Elle est morte à son domicile de Levallois-Perret à l'âge de 54 ans.

## Œuvres
Angèle Blanche Denvil a peint des scènes de genre, en particulier d'enfants. On connait Le petit déjeuner, vendu à New York chez Sotheby's en 2007, La lecture, qui fut à l'affiche de l'exposition du Musée de Bernay, Portraits de lectrices, dans le cadre du Festival Normandie Impressionniste en 2016 et illustre l'ouvrage éponyme , ou Consolation qui fit l'objet de nombreuses cartes postales. On connait un autre tableau en Argentine, Le thé.

## Notes et références

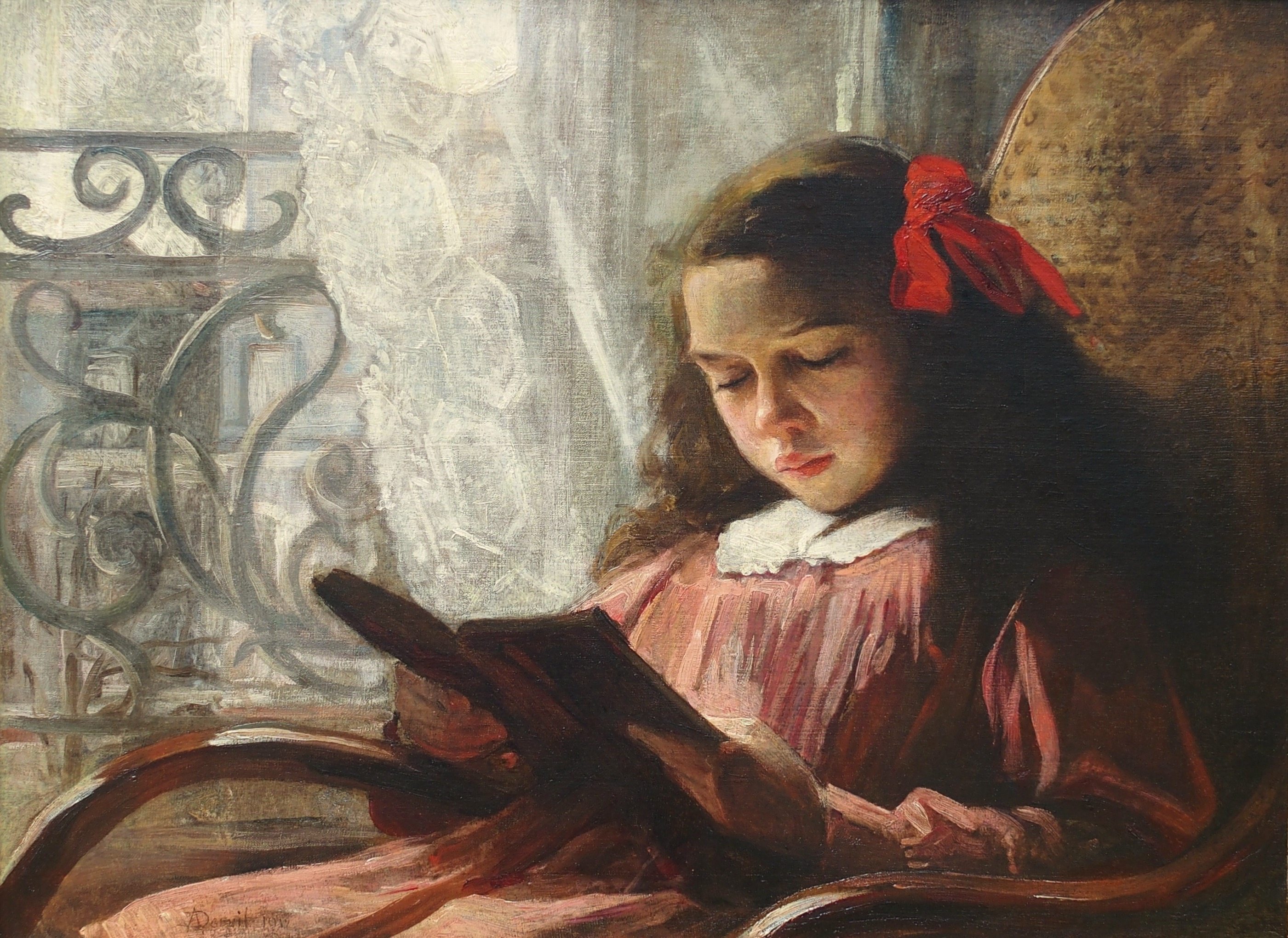
La lecture, HST de 1912, 53x71cm, fut exposé au Musée des Beaux-Arts de Bernay dans le cadre du festival "Normandie Impressionniste" en 2016.